# 로즈티비

로즈티비는(영어:RoseTV) 대한민국에서 운영중인 개인방송 플랫폼이다. 대한민국에서 운영중인 다른 개인방송 플랫폼(아프리카tv, 팝콘티비, 팬더티비)들 중에서 가장 안정주식회사 라이브에서 서비스 중이며 비비화보등 다양한 신규서비스를 진행중에 있다. 가장 활발히 이벤트를 진행 중에 있으며, 가입자가 20년 8월 기준 20만이 넘었다.